# Jean-François Millet
Jean-François Millet (Gruchy (Gréville-Hague), 4 oktober 1814 – Barbizon, 20 januari 1875) was net als de schilders Théodore Rousseau, Jules Dupré en Charles-François Daubigny een van de Barbizon-bewoners. Toch sloot hij zich nooit echt aan bij de stijlgenoten.
Millet kreeg een academische opleiding bij Bon Dumouchel en bij Jérome Langlois te Cherbourg. Hij keerde zich, na 1840, af van de officiële modestijl en kwam sterk onder de invloed van Honoré Daumier. In 1848 toonde hij op het Salon een merkwaardig sterke Korenwanner, waarmee hij meteen uiting gaf aan zijn vermogen tot het creëren van ongemeen realistische composities.
Hij trok zich in 1849 in Barbizon terug om zich toe te leggen op het uitbeelden van talloze poëtische boerentaferelen. Hierbij zijn vooral Arenleessters (1857) en Het angelus (1859) de bekendste werken.
In zijn laatste levensjaren schilderde hij zuivere landschappen, onder andere Le printemps uit 1873, in de collectie van het Musée d'Orsay, Parijs.
Millet beïnvloedde niet enkel kunstenaars van naam als Claude Monet, Camille Pissarro, Georges Seurat en zeker Vincent van Gogh, hij steunde vooral jonge artiesten, voor wie hij een symbool zou worden. Millets grote kracht lag in zijn tekenwijze, zijn monumentale vormgeving en compositie. Millet speelde met zijn tekeningen een vernieuwende rol in de overgang van de Academische traditie naar de Franse avant-garde kunst. Vooral zijn visie op de boerenstand is vernieuwend. Boeren werden voorheen helemaal niet geschilderd, maar Millet was trots op zijn boerenafkomst.
Millets schilderijen veroorzaakten halverwege de 19e eeuw heftige reacties. De grove boeren, werkend op het land, zoals De Zaaier, ontstemden het kunstminnend publiek. Ze vonden het schilderij lelijk en bovendien vonden zij het ongepast dat een boer zo'n prominente plaats in een schilderij innam. Op de voorgrond strooit een flink uit de kluiten gewassen man zaad uit over het land, bijna als een held. Zijn gezicht heeft geen identiteit, nooit schildert of tekent Millet licht in de ogen van zijn boeren. Leegheid is alles wat zij uitstralen. Ze gaan volledig op in hun werk of rusten even uit na hard gewerkt te hebben. Het zijn iconen van landarbeiders, meer dan dat het individuen zijn. Buiten het landschap waarin zij diep geworteld zijn heeft hun leven geen betekenis. Zij maken deel uit van het land, net als de koeien, die de kunstenaar overigens vaak met meer liefde tekent dan de boerinnen die ze laten grazen.

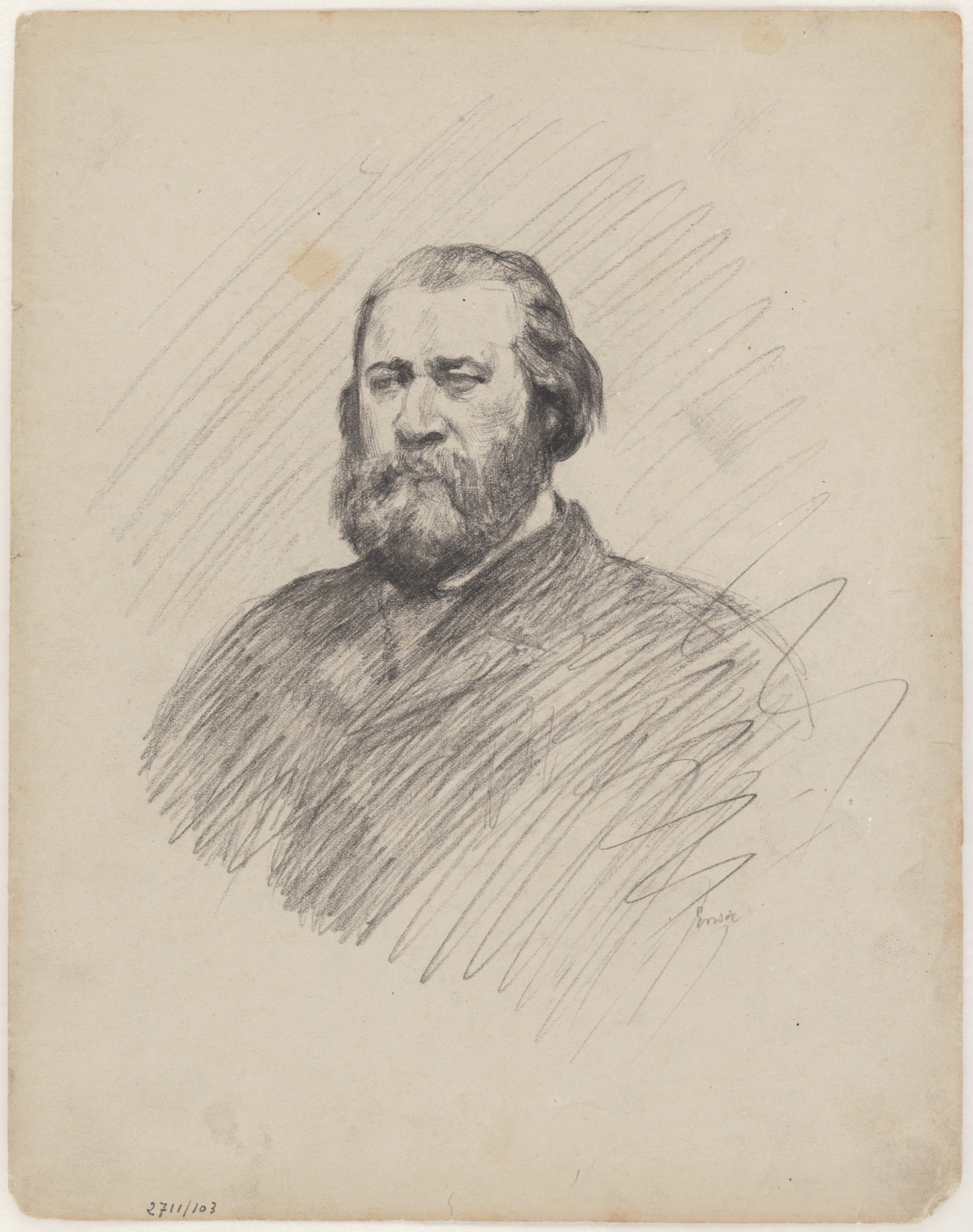
Jean François Millet door James Ensor, circa 1880-1890, Koninklijk Museum voor Schone Kunsten Antwerpen

## Galerij

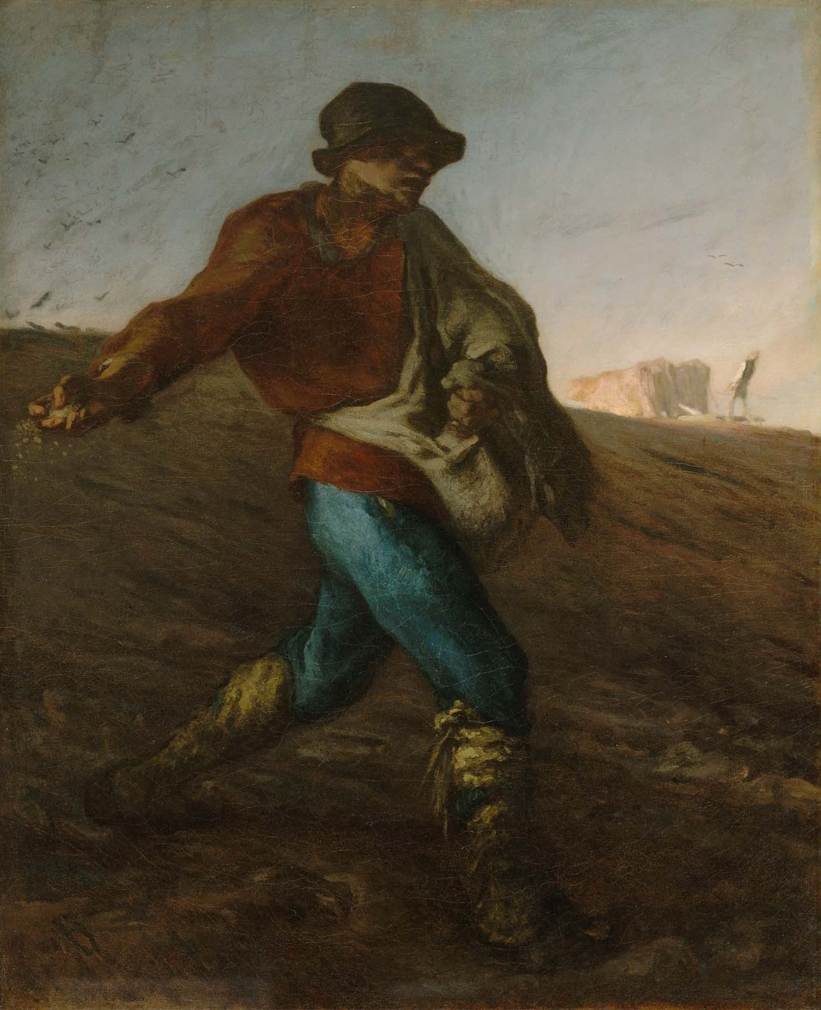
De Zaaier (1850), Museum of Fine Arts, Boston
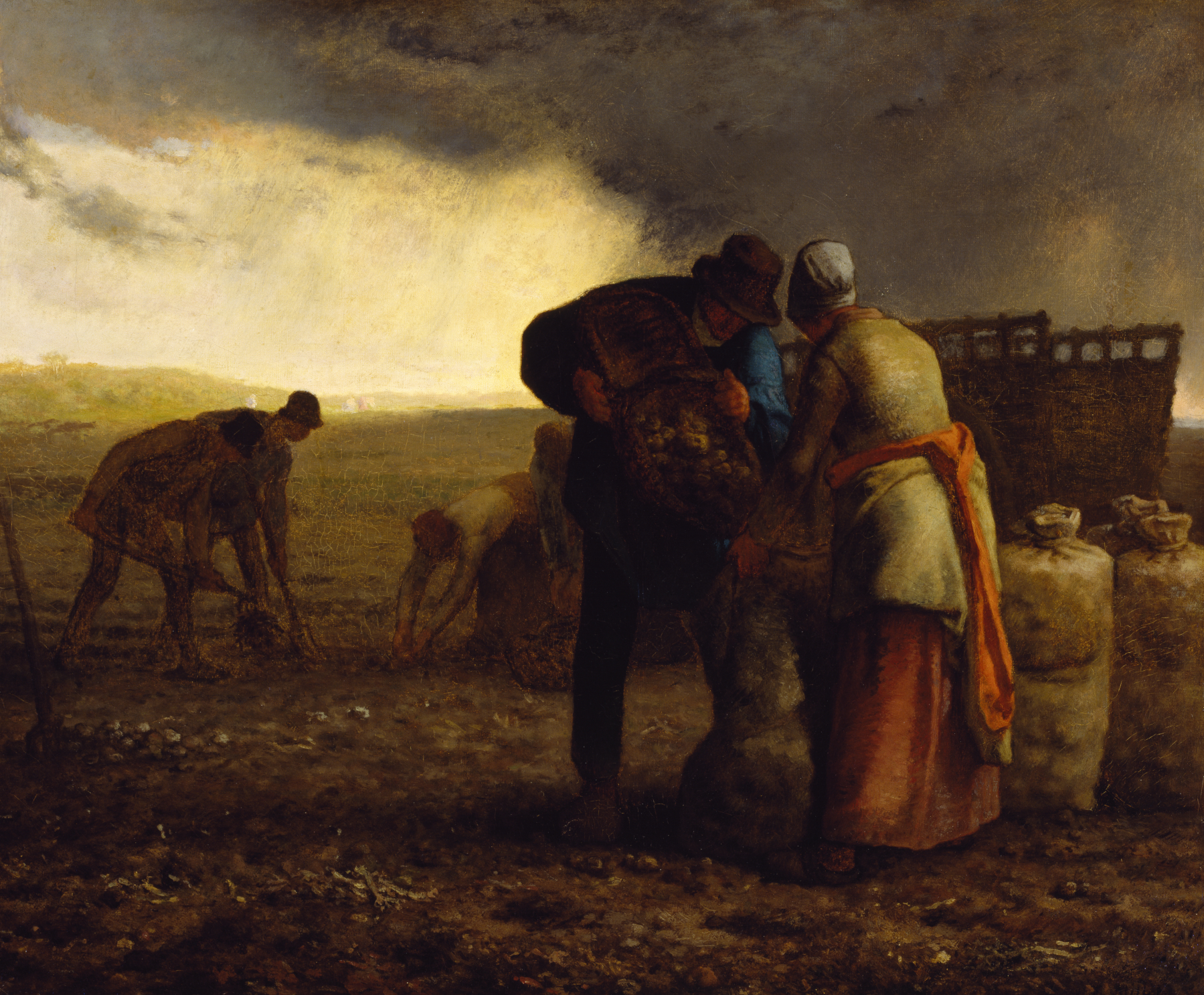
De aardappeloogst (1855), Walters Art Museum, Baltimore
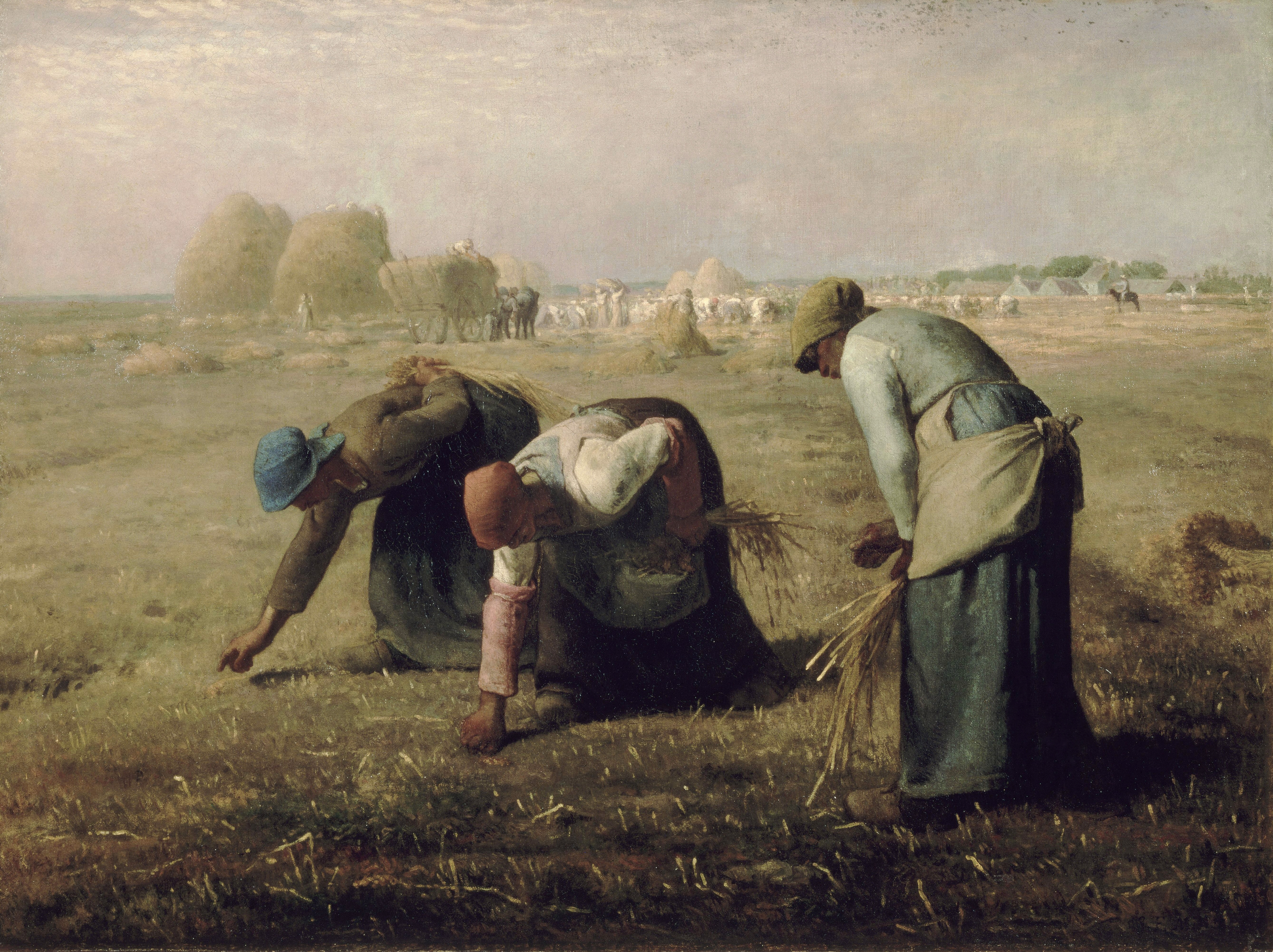
Arenleessters (1857), Musée d'Orsay, Parijs
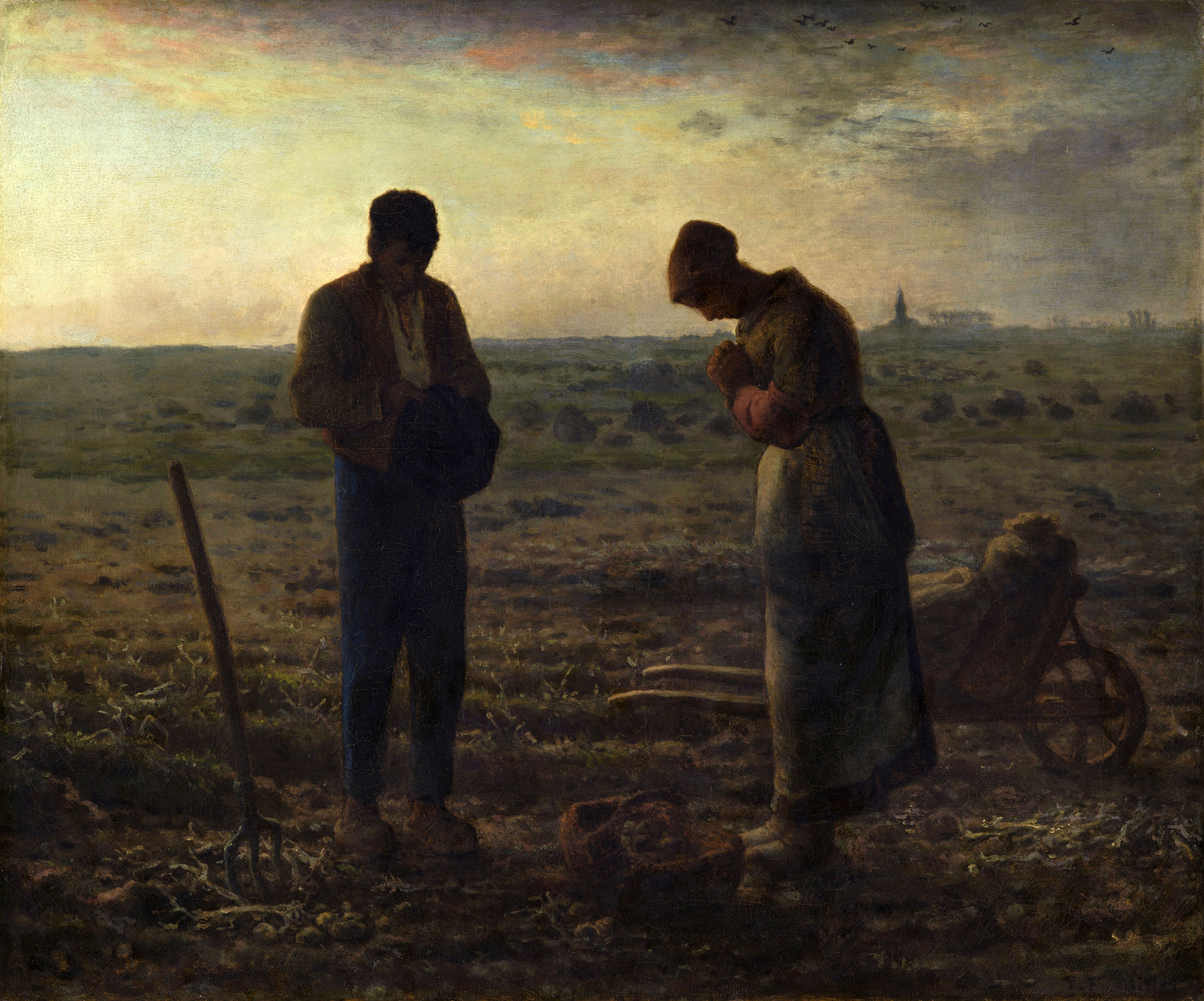
Het angelus (1857-59), Musée d'Orsay, Parijs

- Auckland Art Gallery Toi o Tāmaki: 781
- Art Gallery of South Australia: 9909
- Bibsys: 90159634
- Biblioteca Nacional de Chile: 000074543
- Biblioteca Nacional de España: XX996587
- Bibliothèque nationale de France: cb12450211c (data)
- Catàleg d'autoritats de noms i títols de Catalunya: 981061102510706706
- CiNii: DA00804664
- Stuttgart Database of Scientific Illustrators 1450–1950: 8824
- Gemeinsame Normdatei: 118582550
- International Standard Name Identifier: 0000 0001 2134 9912
- KulturNav: 676098a5-19cd-44b8-a3a5-5f9a670030ec
- Library of Congress Control Number: n50033212
- Nationale Bibliotheek van Letland: 000273906
- MusicBrainz: 4b555c3c-9912-4f2a-85e2-23455eb10984
- Bibliotheek van het Japanse parlement: 00450104
- National Gallery of Victoria: 1118
- Nationale Bibliotheek van Tsjechië: ola2002150765
- Nationale bibliotheek van Australië: 35353608
- Nationale Bibliotheek van Israël: 987007265444505171
- Nationale Bibliotheek van Polen: a0000002614036
- Nederlandse Thesaurus van Auteursnamen: 070672598
- PIC: 990
- RKD-Nederlands Instituut voor Kunstgeschiedenis: 132043
- Istituto Centrale per il Catalogo Unico: RAVV033035
- LIBRIS: 247648
- SNAC: w65b04mj
- Système universitaire de documentation: 033657467
- Museum of New Zealand Te Papa Tongarewa: 1560
- Trove: 922840
- Union List of Artist Names: 500012529
- Virtual International Authority File: 59179782
- WorldCat: E39PBJgd6Wdrvqv7GHxFJ8XTpP